# Lisa Evans
Lisa Evans (Perth, 1992. május 21. –) skót női válogatott labdarúgó. Angliában az Arsenal együttesének több poszton is bevethető játékosa.

## Pályafutása

### Klubcsapatokban
Szülővárosában, Perth-ben a St. Johnstone lánycsapatában kezdte pályafutását.
2008-ban Skócia legeredményesebb együttesének, a Glasgow City-nek az ajánlatát fogadta el. A narancs-feketéknél csatárként szerepelt és négy év alatt négy bajnoki címet, három kupagyőzelmet és 46 találatot könyvelhetett el.
A német 1. FFC Turbine Potsdam 2012-től foglalkoztatta, azonban már nem a korábbi szerepkörében játszott, ami góljai számában ugyan megmutatkozott, viszont csapatának stabil tagjaként abszolvált három szezont Potsdamban.
A Bayern München 2015-ben igazolta le és megszerezte első Bundesliga bajnoki címét.
2017-ben visszatért a szigetországba és az Arsenalhoz szerződött.

### A válogatottban
A skót keret tagjaként részt vett a 2019-es világbajnokságon.

## Sikerei

### Klubcsapatokban
Skót bajnok (4):
- Glasgow City (4): 2008–09, 2009–10, 2010–11, 2011–12

 Skót kupagyőztes (3):
- Glasgow City (3): 2008–09, 2010–11, 2011–12

 Skót ligakupa győztes (2):
- Glasgow City (2): 2008–09, 2011–12

 Német bajnok (1):
- Bayern München (1): 2015–16

 Angol bajnok (1):
- Arsenal (1): 2018–19

 Angol ligakupa győztes (1):
- Arsenal (1): 2018